# Hulk (středověká loď)

Vyobrazení hulku na znaku severoněmeckého Beidenflethu

Hulk byl obchodní nebo válečná loď v 15. století, typově odvozený od hanzovní kogy. Oproti ní se hulk lišil v několika konstrukčních prvcích, ale celkově jí byl dosti podobný, takže se oba typy lodí často zaměňují.
Hulk byla mohutná třístěžňová plachetnice poměrně pevné konstrukce. Na rozdíl od kogy měl vyšší nosnost a už neměl prohluběň v obrubnici, jeho boky byly vodorovné. Prohlubeň v obrubnici kogy pocházela ještě z konstrukce vikinských knarrů.